# تیش کاسپارایت
تیش کاسپارایت (انگلیسی: Thies Kaspareit؛ زادهٔ ۱ فوریهٔ ۱۹۶۴) سوارکار اهل آلمان غربی بود.